# Chatsworth (Illinois)
Chatsworth è un comune degli Stati Uniti d'America, situato in Illinois, nella Contea di Livingston.